# Abbaye de Myrendal
L'abbaye de Myrendal est une abbaye de moines trappistes établie en 1966 sur l'île de Bornholm, située au Danemar, juste au sud de la Suède.

## Histoire
Lors du chapitre général de 1964, l'abbé d'Achel, Gabriël van de Moosdijkfait remonter les préoccupations de jeunes moines cherchant une vie monastique plus retirée, au cœur d'une petite communauté. Ignace Gillet, abbé général, crée en conséquence une commission pour étudier la demande des « Six d'Achel ». Le 6 août 1966, une fondation est inaugurée à Myrendal pour accueillir ces jeunes trappistes : Frans van Haaren (futur prieur), Bas van Vessum, Pierre Schilling, David Fransen, Niek Verkhoven et Clemens Vialle,.
Durant les premières années, les conditions matérielles sont très dures et les frères s'engagent comme ouvriers agricoles dans les exploitations des environs. Le monastère lui-même est une ancienne ferme peu à peu réaménagée par les moines en fonction de leurs besoins.
En 2002, la fondation est reconnue comme prieuré autonome par le chapitre général. En 2016, deux moines vivent au monastère. Ils vivent principalement du travail de reliure, notamment pour relier des livres liturgiques.

## Liste des prieurs
- Frans van Haaren, de 2002 à 2007
- Clemens Vialle, depuis 2007[5],[6]